# Сторпер, Майкл
Майкл Сторпер (род. 15 января 1954, Нью-Йорк) — американский и французский экономико-географ, урбанист. Член Британской академии, Академии социальных наук. Лауреат Премии Вотрена Люда («Нобелевской премии по географии»).
Научные интересы Сторпера связаны с изучением географии развития, городской экономики.

## Образование
Майкл Сторпер закончил Калифорнийский университет в Беркли, получив степень бакалавра по социологии и истории в 1975 г., степени магистра (1979 г., The Metropolitan Decentralization of Industry: A Critique of Current Theories) и PhD (1982 г., The Labor Theory of Industrial Location: Technical Innovation, the Labor Process, and the Social Geography of Industrial Labor) по географии.

## Карьера
С 1982 года работает в Калифорнийском университете в Лос-Анджелесе, профессор с 1992 года, заслуженный профессор с 2015 г.
C 2000 года работает профессором экономической географии в Лондонской школе экономики.
В 2000—2019 гг. был профессором экономической социологии в Sciences Po.
В 2014 году включен компанией Thomson Reuters (на основе анализа рейтинга Web of Science) в список «самых влиятельных умов мира» (социальные науки) .

## Труды
- Storper M., Kemeny T., Makarem N., Osman T. The Rise and Decline of Urban Economies: Lessons from Los Angeles and San Francisco (англ.). — Stanford University Press, 2015.
- Storper M. Keys to the City: How economics, institutions, social interactions and politics shape the development of city-regions (англ.). — Princeton: Princeton University Press, 2013.
  - Сторпер М. Ключи от города: Как устроено развитие? — М.: Strelka Pres, 2018. — 368 с. — ISBN 978-5-906264-84-8.
- Storper M. Institutions, Incentives and Communication in Economic Geography (англ.). — Stuttgart: Franz Steiner Verlag, 2013.
- Latecomers in the Global Economy (англ.) / M. Storper, L. Tsipouri, S. Thomadakis. — London: Routledge, 1998.
- Storper M. The Regional World: Territorial Development in a Global Economy (англ.). — London and New York: Guilford Press, 1997.
- Storper M., Salais R. Les Mondes de Production: Enquête sur l'Identité Economique (фр.). — Paris: Editions de l'Ecole des Hautes Etudes en Sciences Sociales, 1993.
  - Storper M., Salais R. Worlds of Production: the Action Frameworks of the Economy (англ.). — Cambridge, MA: Harvard University Press, 1997.
- Pathways to Industrialization and Regional Development (англ.) / M. Storper, A. J. Scott. — Boston and London: Routledge, 1992.
- Storper M. Industrialization, Economic Development, and the Regional Question in the Third World: From Import Substitution to Flexible Production (англ.). — London: Pion, 1991.
- Storper M. The Capitalist Imperative: Territory, Technology, and Industrial Growth (англ.). — Oxford: Basil Blackwell, 1989.
- Production, Work, Territory: the Geographical Anatomy of Industrial Capitalism (англ.) / M. Storper, A. J. Scott. — Boston and London: Allen & Unwin, 1986.
- Storper M., Walker R. A. The Price of Water: Surplus and Subsidy in the California State Water Project (англ.). — Berkeley: Institute of Governmental Studies, University of California, 1984.

## В ассоциациях
Член-корреспондент Британской академии (2012).

## Награды и премии
| Год присуждения | Название награды                        | Присудившая организация             | Основание для награждения |  |
| --------------- | --------------------------------------- | ----------------------------------- | ------------------------- |  |
| 2012            | Премия сэра Питера Холла                | Ассоциация региональных наук        |                           |  |
| 2016            | Золотая медаль основателей              | Королевское географическое общество |                           |  |
| 2017            | Премия за выдающиеся научные достижения | Американская ассоциация географов   |                           |  |
| 2022            | Премия Вотрена Люда                     |                                     |                           |  |